# Historia Gostynia
Historia Gostynia

## Hipotezy odnośnie do powstania miasta
Kazimierz Krotowski datował początki historii Gostynia na VIII-IX wiek, kiedy tu miała powstać założona przez przybyszów z terenów wschodnich osada kupiecka. Po zamachu pradziadka Mieszka I – Siemowita na legendarnego Popiela, schronili się w niej przedstawiciele pokonanego rodu. Dlatego też, kupiecka początkowo wioska zamieniona została w gród obronny. Plac z kościołem, cmentarzem oraz podwórze dworskie to, według Krotowskiego, wysoki zamek otoczony dawniej dębowym ostrokołem. Ta teoria powstała w okresie międzywojennym, nie zyskała jednak uznania współczesnych historyków.

## LokacjaGostynia
Pierwsza wzmianka o miejscowości Gostyń pojawiła się w źródłach w 1275 roku. Dotyczyła ona sporu pomiędzy łowczym Mikołajem a Maciejem z Pożegowa o posiadanie wymienionej posiadłości. Sprawę przedłożono bawiącemu w Grabonogu księciu Przemysłowi II. Tenże rozstrzygnął ją na korzyść Mikołaja Przedpełkowica z rodu Łodziów. Trzy lata później – 1 kwietnia 1278, książę wielkopolski wydał dokument, w którym wyraził zgodę na nadanie praw miejskich jednej z osad należących do Mikołaja Przedpełkowica.

W imię Pańskie, Amen. Sprawy ludzkie godne spamiętania idą nieraz w zapomnienie, jeżeli się ich nie utrwali na piśmie. Przeto my Przemysł, z łaski Bożej książę wielkopolski, oznajmiamy wszystkim ludziom i obecnym i przyszłym pokoleniom, którzy ten list czytać będą, że zważywszy wszystkie wierne zasługi ukochanego naszego komesa Mikołaja, generalnego sędziego dworu naszego, syna niegdyś Przedpełka, wojewody poznańskiego, dajemy jemu i jego potomkom z naszej życzliwości prawo założenia miasta w Gostyniu i Brzeziu dowoli i w innych jego posiadłościach, które pod naszymi są rządami. Pozwalamy naszemu komesowi w obwodzie Brzezia na założenia miasta na tem samem prawie, jakie mają inne miasta i wsi pod panowaniem naszym, tak ażeby nasz komes Mikołaj z tych założonych osad podobnie jak my miał korzyści. Pozwalamy również jemu i jego potomkom na założenie zamku w obrębie Gostynia i Brzezia, pozostawiając mu dowoli, w którym miejscu. Ażeby ta nasza darowizna i to nasze zatwierdzenie na wieki pozostało nienaruszone, ten list naszą pieczęcią pieczętujemy, a jako świadkowie podpisują się Piotrek kasztelan poznański, ks. Wincenty kanclerz (brat Mikołaja), Teodoryk nasz kapelan, komes Szczedryk kasztelan krzywiński, Cewtej z Podrzecza i Jan kasztelan dubiński. Pisano w Zbąszyniu roku Pańskiego 1278 ręką pisarza Tylona.

W myśl dokumentu wydanego przez Przemysła II, nowe miasto miało powstać na bazie osady Brzezie lub Gostyń. Mikołaj Przedpełkowic wybrał jednak zupełnie inne miejsce. Możliwe jest, że jego dotychczasowy gród obronny mieścił się na wzgórzu dzisiejszej wsi Stary Gostyń. W XIII wieku wzniesienie to było wyspą wśród rozległego jeziora. Prawdopodobnie, z powodu opadnięcia wód jeziornych, dawny gród gostyński przestał spełniać funkcję obronną. Stąd też konieczne stało się znalezienie nowego miejsca – na bagnach rzeki Kani. Tak powstał Gostyń, przejmujący nazwę od dawnego grodu, które teraz w odróżnieniu zaczęto nazywać Stary Gostyń. Nowa osada, leżąca w rozlewisku Kani lepiej spełniała funkcje obronne. Stary Gostyń Mikołaj przekazał benedyktynom lubińskim, jako fundację dla szpitala Świętego Ducha.
Prawdopodobnie z polecenia Mikołaja usypano kopiec, na którym stanął drewniany zamek. Był on oddzielony od osady jedną z odnóg Kani. Miasto poniżej powstało na palach dębowych. Dzięki temu że Gostyń powstał „od postaw”, można było wyznaczyć bardzo regularny układ ulic. Główną osią była ulica Wielka, ciągnąca się od Bramy Leszczyńskiej do Bramy Kaliskiej. Do tego traktu zachód-wschód przylegał rynek z istniejącym prawdopodobnie w XV wieku drewnianym ratuszem. Miasto nie posiadało murów. Gostyń otoczony był wałami oraz fosą. Wejścia do miasta biegły przez wymienione dwie bramy oraz trzecią – Zamkową. W połowie XV wieku pojawiła się czwarta brama, od strony południowej, zwana Nowe Wrota.
Już od XIV wieku rozwinęło się osadnictwo za wałami miasta, szczególnie wokół kościoła Świętego Ducha na tzw. Wielkim Przedmieściu.
Rozwój miasta w drugim kierunku nie był tak dynamiczny. Powstałe tutaj osadnictwo podmiejskie określano jako Małe Przedmieście. W mieście powstał szpital oraz drewniany kościół pod wezwaniem Świętego Ducha. Według XVIII – wiecznej relacji mieścił się on przy ulicy Leszczyńskiej (obecnie deptak), 200 kroków od dzisiejszej fary. Wiadomo też, że istniała szkoła. Pierwszy wymieniony nauczyciel gostyński (eruditor scholarum) Jan występuje już w 1337 roku. Dwa wieki później pojawiła się nazwa „gymnasium seu schola Gostinensis”.

## Budowa kościoła
Powstanie najstarszego dziś istniejącego kościoła – gotyckiej fary – owiane jest tajemnicą. Pierwsze wiadomości o proboszczach gostyńskich pojawiają się na początku XIV wieku. Proboszcz Przeław występuje w źródłach w 1310 i 1315 roku, a w 1324 pojawia się proboszcz Andrzej. Wynika z tego, że być może istniał już wówczas w Gostyniu kościółek pod wezwaniem św. Małgorzaty. Właśnie w dniu tej świętej przebywali pod Gostyniem starosta wielkopolski Przybysław, sędzia poznański Wojsław w towarzystwie proboszczów Gostynia i Ostrowieczna. W tym okresie Gostyniem władali Łodziowie. Wiele faktów wskazuje, że pierwszy kościół mieścił się w miejscu dzisiejszego prezbiterium. To właśnie w prezbiterium znajduje się najstarsza cegła z datą 1320.
Według ks. Jackowskiego farę rozbudowano w XV wieku. Podwyższono wówczas prezbiterium, wybito w zachodniej ścianie łuk i wybudowano trzy nawy wraz z wieżą. Według tej wersji pierwszy kościół na bazie dzisiejszego prezbiterium powstałby w pierwszej połowie XIV wieku. Inaczej twierdzi ks. Stanisław Kozierowski, który uważa, że farę wznieśli dziedzice Gostynia bracia Bartosz i Janusz Wezenborgowie w latach 1418–1436. Być może budowlę ukończono w 1468, gdyż taka data pojawia się na cegle w prezbiterium. W tym samym roku biskup poznański Andrzej erygował ołtarz Nawiedzenia Najświętszej Marii Panny. Wydaje się jednak, że w XV wieku rozpoczęto dobudowę do istniejącego już kościółka. Na murach fary nad zakrystią widać wyraźnie, że prezbiterium początkowo było dużo niższe – miało około 4 metrów wysokości.
O tym, że kościół musiał istnieć już wcześniej, świadczą zapisy na jego rzecz. Najstarszy pochodzi z 1418 roku. Mieszczanin Petronilla wraz z żoną zapisali w testamencie proboszczom gostyńskim 8 grzywien rocznego czynszu z sześciu jatek rzeźniczych (część dochodu przeznaczono dla nauczycieli). W zamian za wspomniany zapis proboszczowie mieli odprawiać raz w roku msze w intencji Najświętszej Marii Panny, a ciała fundatorów spocząć miały w kościele lub na cmentarzu przykościelnym.
Rok później mieszczanie gostyńscy przeznaczyli aż 100 grzywien na ufundowanie ołtarza św. Katarzyny. Potwierdził to biskup poznański Andrzej, nadając miastu patronat nad tym ołtarzem. Skoro erygowano ołtarz św. Katarzyny, musiała już istnieć prawdopodobnie nawa główna i nawy boczne. W 1523 roku dobudowano do fary przedsionek – kruchtę oraz dwa skarbce. Czas powstania znany jest dzięki dacie umieszczonej nad okienkiem z lewej strony wejścia. Ponad sto lat później dobudowano kaplicę św. Anny.

## Dalszy rozwój miasta
Gostyń od założenia był miastem prywatnym. W XIV wieku stał się częścią majątku Wezenborgów (Wizenburgów), a później rodziny Borek-Gostyńskich. Okres XV–XVII w. to szybki rozwój miasta. Sprzyjało temu dogodne położenie na uczęszczanym szlaku handlowym Poznań – Wrocław.
Rozwój gospodarczy miasta wiązał się ze wzrostem poziomu kształcenia – wielu mieszkańców grodu nad Kanią kształciło się na Akademii Krakowskiej.
W czasie wojny trzynastoletniej Gostyń wystawił w 1458 roku 15 pieszych na odsiecz oblężonej polskiej załogi Zamku w Malborku.

## Reformacja w Gostyniu
W XVI wieku, kiedy echa reformacji dotarły do Gostynia, miasto stało się na kilka lat terenem walki pomiędzy katolikami a zwolennikami nowych wyznań.
Szczególnymi względami cieszyli się luteranie i bracia czescy w czasach, gdy Gostyń był w ręku Mikołaja i Jana Gostyńskich. Zwłaszcza ten ostatni uchodził za „wojującego” heretyka i przywódcę wielkopolskich innowierców. Jego żona Anna pochodziła z rodziny kalwińskiej Zborowskich. Jako właściciel miasta wypędził z fary katolickich księży, a kościół przeszedł w ręce protestantów.
15 czerwca 1565 Jan Gostyński zorganizował w gostyńskiej farze, sławny na całą Polskę zjazd różnowierców (z udziałem m.in. Erazma Glicznera), który miał doprowadzić do ugody pomiędzy odłamami chrześcijaństwa. Brat Jana, Mikołaj przez dłuższy czas pozostawał po stronie protestantów. Jednak pod wpływem żony powrócił na łono kościoła katolickiego i przywrócił księży katolickich w gostyńskiej farze, co spowodowało konflikt z Janem, który zajął mieszczący się przy obecnej ulicy Wrocławskiej kościół Świętego Ducha.
Po śmierci Jana katolicy rozpoczęli starania o odzyskanie kościoła. Posunięto się nawet do podpiłowania ambony, która runęła podczas kazania luterańskiego pastora. Jednak dopiero wygrany proces umożliwił ponowne przekształcenie kościoła w świątynię katolicką.

## Wiek XVIII
W XVIII wieku nastąpił zastój miasta, spowodowany m.in. wojnami. Były to czasy zniszczeń i nękania ludności przemarszami wojsk.

### Działania wojenne w Gostyniu i okolicach
Już w 1704 roku pod Gostyniem stacjonowały wojska rosyjskie. Były one „sojusznikami” saksońskiego księcia a polskiego króla Augusta II Mocnego. W armii carskiej stacjonującej pod Gostyniem znajdowali się Rosjanie i Kozacy, którzy zagrozili miastu spaleniem, jeżeli nie zapłaci kontrybucji. Ponieważ w kasie miejskiej nie znaleziono odpowiedniej sumy, Magistrat zmuszony był pożyczyć kwotę 1000 talarów w złocie od Karola Koszuckiego ze Strzelec.
Po wycofaniu się wojsk rosyjskich wkroczyli Szwedzi. Według księdza Owsińskiego byli to: „(...) wilcy, najeźdzcy kościołów, gwałciciele dziewic, wdów i żon, najwięcej niebezpieczni łupieżcy wszystkich mieszkańców”.
W 1711 roku kolejna armia nawiedziła Gostyń. Tym razem przez 11 miesięcy oddziały saskie „gościły” w mieście.
Wojna siedmioletnia (1756-1763) spowodowała m.in. przemarsz wojsk rosyjskich przez Gostyń. W 1759-60 roku po raz kolejny grożono miastu spaleniem. Aby tego uniknąć, należało zapłacić kontrybucje w wysokości 4020 złotych. Była to suma ogromna – roczny dochód miasta wynosił 3861 złotych. Rok później, w 1761 pod Gostyniem stacjonowała armia rosyjska. Wówczas to wojska carskie pod dowództwem brygadiera Czerepowa dokonywały na tych terenach wielu okrucieństw. 15 września 1761 roku pod Gostyniem doszło do znacznej potyczki. Siły pruskie, pod dowództwem generała-lejtnanta von Platena oraz generałów-majorów von Ziehthena i von Knoblocha, zostały skierowane na teren poznańskiego w celu zniszczenia znajdujących się tam magazynów rosyjskich. Stacjonujące dotąd w Gostyniu wojsko rosyjskie przeniosło się w kierunku klasztoru, tworząc tam zwarty obóz. Składał się on z 5000 wozów taborowych ustawionych w trzy koncentryczne czworoboki otoczone rowem. Generał von Platen napotkał duże siły rosyjskie: około 4000 żołnierzy, 5 haubic i 2 armaty. Rosjanie wycofali się z obozu, tworząc coś w rodzaju szańców. Wobec potężnego ognia batalionów postanowili wycofać się w kierunku lasku. Wówczas jednak Prusacy przeprowadzili szturm przy udziale piechoty i konnicy. Była to prawdziwa rzeź. Zginęła znaczna część załogi rosyjskiego obozu – około 2000 ludzi.
Kolejny raz wojska, tym razem pruskie, przemaszerowały przez Gostyń w 1779 roku.

### Zarazy
Inną przyczyną upadku miasta było morowe powietrze.
Zaraza po raz pierwszy objawiła się 17 września 1708. Latem 1709 roku, kiedy choroba zaczęła wygasać, pojawili się w mieście Szwedzi, na nowo przynosząc morowe powietrze, które szerzyło się szybko, paraliżując życie miasta. Zaprzestano chowania zmarłych na cmentarzach. Po roku epidemia na krótko ustała, by jednak po kolejnym przejściu wojsk, tym razem szwedzkich, ponownie uderzyć.
Mimo iż w 1710 do Gostynia powrócili mieszczanie, zaraza szalała nadal, atakując Brzezie. W maju 1711 roku morowe powietrze zabijało w Gostyniu, Goli, Grabonogu i Głogówku. Mimo że 10 kwietnia 1712 roku umarła ostatnia ofiara epidemii – mieszkańcy wrócili do miasta dopiero w czerwcu. Jak zanotowano w księdze zmarłych w klasztorze oo. Filipinów „ponieważ nie było już ludzi do umierania, więc i zaraza musiała ustać”. W ciągu trzech lat zmarło 900 ludzi.
W zapiskach Bractwa Strzeleckiego znajdował się zapis, że w 1752 roku zaraza uderzyła kolejny raz.

### Mniejszości w Gostyniu
W Gostyniu obowiązywał przywilej de non tolerandis Judaeis, zabraniający Żydom osiedlania się w tych ośrodkach miejskich.
Natomiast tolerancyjnie odnoszono się do innej ludności napływowej: Niemców czy Szkotów.
W 1793 roku w mieście żyło 970 katolików i 58 luteranów a także 1 grekokatolik.
Władze miejskie były jednak zawsze polskie.

## Okres rozbiorów
Gostyń trafił pod panowanie pruskie po drugim rozbiorze w 1793. Wówczas to znalazł się w powiecie krobskim.

### Mieszkańcy pod zaborami
Indaganda – spis pruski z końca XVIII wieku daje wiele informacji na temat społeczeństwa gostyńskiego. Przekrój zawodowy społeczności gostyńskiej sprzed dwóch wieków budzi zdziwienie. Szewców wówczas było 40. Rzeźników było 16, kuśnierzy 20, murarzy 2 i 1 ślusarz. Jak na tysięczne miasto nie było w nim wielu rzemieślników specjalistów. Ale za to jakże rozwinięta była inna branża: gorzelników – 25, szynkarzy wódki – 27, piwowarów – 8, mistrzów piwowarskich – 4. Oprócz jednego miejskiego browaru, było jeszcze 25 prywatnych. Spora grupa Gostyniaków trudniła się wyrobem alkoholu („alcoholicis”). Oprócz jednego gościńca (szynku) dziedzica miasta, istniało jeszcze pięć innych, których właścicielami byli mieszczanie. Piwowarstwo i „palenie gorzałki” było głównym dochodem miasta. W ciągu roku odbywało się {zawsze w niedzielę) 8 jarmarków.
W 1811 roku Gostyń liczył zaledwie 1248 mieszkańców. 15 września tego roku doszło do największego kataklizmu w historii miasta – spłonęła 1/6 budynków mieszkalnych. Od tej pory zmienił się jednak wygląd Rynku – zniknęła całkowicie jedna ulica, przez co centralny plac miasta stał się większy i uzyskał zbliżony do kwadratu kształt. W 1836 r. na mocy nowej ordynacji, gród nad Kanią przestał być miastem prywatnym.

### Gostynianie w powstaniach
Czas zaborów to okres silnego zaangażowania patriotycznego mieszkańców Gostynia i okolic. Aktywnie uczestniczyli oni w powstaniach narodowych.
Na przykład w 1848 władze pruskie udowodniły udział w Wiośnie Ludów około 80 osobom na terenie powiatu gostyńskiego. Szczególnie wyróżniły się tu miasta Gostyń i Krobia oraz wsie Domachowo i Kosowo.
Mimo iż powstanie styczniowe nie objęło swym zasięgiem Wielkopolski, wzięło w nim udział wielu ochotników z zaboru pruskiego. Tajnym komisarzem wojennym na teren gostyńskiego został najpierw Stanisław Błociszewski, a po nim ksiądz proboszcz Szymon Radecki. Około 61 mieszkańców obecnego powiatu wzięło udział w narodowym zrywie. Walczyli oni w oddziałach gen. Edmunda Taczanowskiego oraz Younga de Blankenheim. Przeprowadzono także zbiórkę pieniędzy na rzecz powstania.
Zaangażowanie gostyniaków w sprawy narodowe dało o sobie znać zresztą już trzy lata przed wybuchem powstania – dokonano wówczas zniszczenia znienawidzonego godła pruskiego na budynku gostyńskiego sądu.

### Praca organiczna
Walka z zaborcą nie były jedynymi przejawami walki Gostynian o Polskę. W pierwszej połowie XIX wieku Gostyń zasłynął jako ważny w Wielkopolsce ośrodek pracy organicznej: aktywnie działały tu polskie towarzystwa i organizacjie (np.:Kasyno Gostyńskie (1835-1846) czy Lokalny Komitet Ligi Polskiej (1848–1850)).
Mieszkańcy grodu nad Kanią wsławili się też uwolnieniem jednego z dowódców powstania styczniowego – gen. Kruka-Heidenreicha. 14 marca 1864 roku około południa, gostyńscy patrioci odbili go i umożliwili ucieczkę.
Mający tradycje w walce z germanizacją Gostyń przyłączył się protestu przeciwko całkowitej likwidacji języka polskiego w szkołach. Gostyniacy postanowili, że nie pozwolą uczyć się swoim dzieciom religii po niemiecku i nie kupią nowych podręczników do tego przedmiotu. Władze pruskie, przewidując takie postępowanie rozdały niemieckie katechizmy za darmo, jednak wszystkie zwrócono. Spowodowało to prześladowania i szykany ze strony nauczycieli, co zaowocowało strajkiem młodzieży. W strajku oprócz uczniów wyższych klas szkoły powszechnej uczestniczyły także uczennice szkoły dla dziewcząt. Sześcioklasowa szkoła elementarna mieściła się wówczas w budynku dzisiejszej Szkoły Podstawowej Nr 1. Najdłużej, ponad pół roku wytrwali: Józef Kaniewski, Wacław Kramer i Mieczysław Hejnowicz. Po pięciu latach strajk uczniów protestujących przeciwko nauce religii w języku niemieckim wybuchł na nowo. W proteście wzięły udział uczennice starszych klas szkoły żeńskiej oraz chłopcy ze szkoły powszechnej. Dzieci z polskich rodzin uczęszczały wówczas na lekcje religii organizowane przez ks. proboszcz Jackowskiego. Podobne strajki wybuchły w Krobi, Szelejewie, Poniecu i Borku.
W ramach Kulturkampf na terenie gostyńskiego toczyła się walka z polskim duchowieństwem. Otto von Bismarck rozumiał, jakie wówczas znaczenie w utrzymaniu polskości spełniało podkreślanie religijnej odrębności, wobec protestanckiego państwa pruskiego. Mimo zakazu władz pruskich, narażając się na aresztowania księża odprawiali nabożeństwa. Wyróżniali się tutaj wielokrotnie aresztowani i ścigani proboszczowie parafii Gostyń Stary: księża Kinowski i Pawłowski. Podobne represje dotknęły księży polskich m.in. ks. Walenty Rezler w Strzelcach Wielkich (pięć rozpraw sądowych), ks. Julian Grześkiewicz z Niepartu, ks. Jakub Krygier z Siemowa i ks. Tomasz Muszyński z Gostynia.
W roku 1887 utworzono powiat gostyński. Stolica powiatu wzbogaciła się o szereg nowych gmachów urzędowych. Ważnym czynnikiem rozwojowym dla miasta było uruchomienie gazowni i połączenia kolejowego z Lesznem i Jarocinem.

## Odzyskanie niepodległości
Ziemia gostyńska była przygotowana na odzyskanie niepodległości. Już jesienią 1918 r. działał tajny Powiatowy Komitet Obywatelski, przekształcony następnie w Powiatową Radę Ludową. W Gostyniu już 3 stycznia niemiecki landrat (starosta) Ryszard Lucke przekazał swe obowiązki przewodniczącemu Rady Miejskiej Wincentemu Dabińskiemu. Pierwszy polski starosta gostyński przyjął władzę jednak nie z rąk Lucka, lecz powołując się na wydane dzień wcześniej zarządzenie Powiatowej Rady Ludowej. Ten drobny, wydawać się mogło, szczegół miał podkreślić, że prawowitą władzę na tym terenie sprawuje polskie przedstawicielstwo.
W chwili, gdy w Poznaniu wybuchło powstanie, patrioci gostyńscy natychmiast przyłączyli się do walk. Liczący około 350-400 ochotników batalion wyruszył spod gmachu Strzelnicy, by pod dowództwem ppor. Bernarda Śliwińskiego wziąć udział w powstaniu. Wszyscy pozostali mężczyźni w wieku od 18 do 50 lat zostali wcieleni do Straży Ludowej w swoim miejscu zamieszkania.
W 1929 na Rynku stanął pomnik Serca Jezusowego, jako wyraz wdzięczności społeczności gostyńskiej za odzyskaną niepodległość.

## Okres międzywojenny
W okresie międzywojennym w Gostyniu ścierały się początkowo tylko dwie prawicowe formacje społeczno-polityczne: Narodowa Demokracja (zwana popularnie endecją) oraz Narodowa Partia Robotnicza.
Po przewrocie majowym w 1926 roku doszedł kolejny podmiot – zwolennicy rządów Piłsudskiego (sanacja), występujący do 1935 roku jako Bezpartyjny Blok Współpracy z Rządem (BBWR), a od 1937 jako Obóz Zjednoczenia Narodowego (OZN).
Wpływy lewicy (PPS i PSL- Wyzwolenie) były znikome.
W latach 1936–1939 Komendantem Przysposobienia Wojskowego w Gostyniu był kpt. Władysław Nawrocki, zamordowany w 1940 roku w Katyniu.
Przed wybuchem II wojny w powiecie gostyńskim mieszkało około 61,5 tysiąca mieszkańców, z czego Polacy stanowili ponad 96% ogółu. Niemców na tym terenie było 2371 czyli 3,8%. Skupiali się oni przeważnie w kolonijnych wsiach: Siedmiorogów II, Czeluścin, Dzięczyna, Miechcin, Strumiany, Daleszyn i Krajewice. Żydów we wrześniu 1939 roku było zaledwie 16. Przed wojną powiat gostyński obejmował teren nieco mniejszy niż obecnie: 701,3 km² (dziś 810,3 km²).

## II wojna światowa
1 września 1939 rozpoczął się exodus ludności przed postępującym wojskiem niemieckim. Tylko z Gostynia w kierunku wschodnim wyruszyło 800 rodzin. W kierunku powiatu kierowały się wojska niemieckie: 14. grupa Grenzschutz, 183. pułk Landwehry i jednostki 252. dywizji piechoty.
Wojska niemieckie wkroczyły do Gostynia 6 września 1939 roku. Zmieniona nazwę miasta na Gostingen. Już w pierwszych dniach okupanci zaczęli przejmować z rąk polskich restauracje, zakłady przemysłowe, mniejsze firmy. Po ośmiu dniach od zajęcia miasta ustanowiono placówkę policji bezpieczeństwa. Na stanowisko szefa policji powołano Georga Bracke. Starostą czyli landratem został Johannes Reihelt, a komisarycznym burmistrzem Oskar Klimpel – działacz mniejszości niemieckiej. Landrat miał również do dyspozycji Schutzpolizei, czyli policję pomocniczą.
Teren powiatu gostyńskiego został dość silnie obsadzony przez oddziały niemieckie. W Gostyniu stacjonowały między innymi: 1 batalion obrony terytorialnej, dwie kompanie Baubalt III (1 i 4) kompania nr 4 Landwehry. W październiku zwiększono liczbę stacjonujących żołnierzy o dwóch oficerów, 30 podoficerów i 146 szeregowców.
Wojsko rozlokowano w budynku gimnazjum, szkoły powszechnej oraz domach prywatnych przy ulicy Leszczyńskiej (obecnie Powstańców Wielkopolskich) oraz Krobskiej (obecnie Wrocławskiej). W Gostyniu umieszczono również niemiecki szpital polowy. Początkowo mieścił się on w klasztorze na Świętej Górze, później przeniesiono go do gmachu szpitala przy Placu Karola Marcinkowskiego.
Po wybuchu wojny zginęło czterech Niemców z powiatu gostyńskiego podczas wycofywania się armii polskiej oraz pięciu z Daleszyna aresztowanych przez jednostki Obrony Narodowej pod zarzutem dywersji. Ci ostatni zostali zastrzeleni podczas próby ucieczki w Małachowie. O okolicznościach śmierci Niemców z Gostynia nie zachowały się dane.
W niedzielę 15 października w Gostyniu odbyło się zebranie Niemców z terenu powiatu. Przewodniczył dziedzic Piajnowic Conze. Na spotkaniu uchwalono skazanie na śmierć 75 Polaków z terenu powiatu gostyńskiego. Od 19 października zaczęły się aresztowania wśród inteligencji, działaczy patriotycznych, samorządowych i społecznych. Zatrzymano 40 osób. Polaków umieszczono w piwnicach Ratusza. 21 października do Gostynia przybył oddział Einsatzkommando 15 dowodzony przez SS-Sturmbannführera Franza Sommera. Aresztowanych wyprowadzano dziesiątkami na gostyński Rynek, gdzie pod pomnikiem Serca Jezusowego ustawiono palisadę z drewnianych bali. Rozstrzelano trzydziestu z nich. Pozostałą dziesiątkę ułaskawiono i wypuszczono do domów 23 października. Od 6 grudnia zaczęły się wysiedlenia rodzin rozstrzelanych 21 października na gostyńskim rynku oraz innych, „zagrażających” III Rzeszy.
Podobnie jak podczas zaborów Gostynianie rozpoczęli działalność antyniemiecką. W latach 1939–1945 miały miejsce na terenie miasta próby organizowania ruchu oporu. Aresztowania jednak członków "Czarnego Legionu", ich ścięcie w Dreźnie, osadzenie pozostawionych przy życiu w obozach koncentracyjnych ograniczyły gostyński ruch oporu.
Około 20 stycznia 1945 roku Niemcy z powiatu gostyńskiego zaczęli uciekać na zachód. Wycofujące się oddziały węgierskie ograbiły podczas stacjonowania klasztor na Świętej Górze. Niemieccy żołnierze Wehrmachtu różnili się od esesmanów. Żołnierze niemieccy często wchodzili do polskich domów, prosząc o gorącą wodę i gotowali sobie kawę lub herbatę. Zachowywali się bardzo karnie wobec swoich przełożonych. Według relacji pamiętających tamte dni mieszkanek Gostynia, mimo że byli to wrogowie, czuły się bezpiecznie. Jeszcze w czwartek 21 stycznia zakwaterowany został w gostyńskim gimnazjum specjalny oddział Wehrmachtu, którego celem miało być zniszczenie miasta przed wkroczeniem armii Czerwonej.
W nocy z 21 na 22 stycznia miastem nagle wstrząsnął wybuch. Część gmachu liceum runęła. Nie wiadomo co się właściwie stało. Podobno był jakiś zdrajca wśród Niemców – wspomina Tadeusz Krysztofiak. – Volksturm miał likwidować zakłady w Gostyniu i wysadzać ludzi. Jeden z nich nie chciał, by ginęli niewinni cywile. Czy wybuch był przypadkiem, wynikiem nieostrożnego obchodzenia się z materiałami wybuchowymi zgromadzonymi w budynku liceum, czy też celową działalnością, pozostanie tajemnicą. Jeszcze 24 stycznia w Gostyniu pełno było niemieckich czołgów. Tego dnia ewakuowano szpital z całym sprzętem medycznym. Po południu ewakuował się landrat i władze administracyjne miasta z burmistrzem Stolpe. Następnego dnia, około 10 rano od strony Piasków wkroczyła do Gostynia Armia Czerwona. To była pierwsza próba wejścia. Kilku Niemców schroniło się w budynku rozdzielni gazu przy drodze Piaski – Gostyń. Podjechał jeden czołg – mówi o wydarzeniach sprzed lat Tadeusz Krysztofiak. – Żołnierze radzieccy nie spodziewali się nagłego ostrzału. Wysiedli. Byli młodzi i ...pijani. Jeden z nich niósł czerwona flagę. Pod ostrzałem z budynku z rozdzielni zginęło 4 lub 3 żołnierzy. Ludność cieszyła się z wyzwolenia. Oficer rosyjski szedł z ubezpieczeniem przez miasto – wspomina Jan Tomaszewski – Koło obecnej apteki w Rynku zostali przywitani kwiatami. Podobno pojawiły się na domach biało-czerwone flagi. Mimo iż bano się, że linia frontu może się nagle załamać i w każdej chwili Niemcy mogą powrócić, jawnie manifestowano swą radość. Na Bojanowskiego ludzie witali Armię Czerwoną z wódką i kiełbasą. Sowieci byli jednak nieufni, obawiali się trucizny: najpierw kazali spróbować „poczęstunek” Polakom. Rosjanie nie wyglądali na armię odpowiednio wyposażoną: zwinięte w rulon i przewieszone wpół koce, dziurawe spodnie, a niektórym przez dziury widać było części bielizny.. Radzieccy „wyzwoliciele” czasami pokazywali prawdziwe oblicze. Według nieprecyzyjnej relacji na Nowych Wrotach miał miejsce gwałt, czy też próba gwałtu, dokonanego przez pijanego czerwonoarmistę. Tutaj zareagowała wspomniana wcześniej kobieta-oficer, która zastrzeliła na miejscu oskarżonego o gwałt żołnierza. Rosjanie starali się trzymać porządek, ale nic z tego nie wychodziło, bo ciągle byli pijani – wspomina Jerzy Kołaczkowski.
W dniu 30 stycznia 1945 roku powołano Tymczasową Radę Powiatową w Gostyniu w składzie: Wacław Zygmański, Franciszek Dworczak, Stanisław Hibner, Józef Sobierajski i Walerian Woźny. Pierwszym starostą po wojnie został były księgowy wydziału powiatowego – Wacław Beczkiewicz, a jego zastępcą T. Pękalski. Powołano także Milicję Obywatelską. Jej pierwszym komendantem został Jan Barton. Komendantem wojennym Armii Czerwonej na terenie Gostynia był major Szatow, a jego zastępcą Paweł Szmiridow.